# جيم فالون
جيم فالون (بالإنجليزية: Jim Fallon)‏ (24 مارس 1950 - ) هو مدرب كرة قدم ولاعب كرة قدم بريطاني في مركز قلب الدفاع. لعب مع نادي كلايدبانك ‏.